# Daryl Stuermer
Daryl Stuermer (* 27. listopadu 1952 Milwaukee, Wisconsin, USA) je americký kytarista a baskytarista. V letech 1975–1977 byl členem kapely Jean-Luc Pontyho a v roce 1977 nahradil Stevea Hacketta ve skupině Genesis. Ve skupinou hrál do roku 1996 a znovu v 2006–2007. Řadu let rovněž hrál v kapele Phila Collinse. Mimo Collinse, se kterým nahrál několik alb, hrál i na dalších sólových albech členů Genesis Mikea Rutherforda a Tonyho Bankse; mimo ně spolupracoval i s dalšími hudebníky, jako jsou například Philip Bailey, George Duke, Joan Armatrading nebo Frida Lyngstad.